# Scottish Division One 1959-1960
La Scottish Division One 1959-1960  è stata la 63ª edizione della massima serie del campionato scozzese di calcio, disputato tra il 19 agosto 1959 e il 7 maggio 1960 e concluso con la vittoria degli Hearts, al loro quarto titolo.
Capocannoniere del torneo è stato Joe Baker (Hibernian) con 42 reti.

## Classifica finale
Fonte:
|       | Pos. | Squadra         | Pt | G  | V  | N  | P  | GF  | GS  | QR    |
| ----- | ---- | --------------- | -- | -- | -- | -- | -- | --- | --- | ----- |
|       | 1.   | Hearts          | 54 | 34 | 23 | 8  | 3  | 102 | 51  | 2,000 |
|       | 2.   | Kilmarnock      | 50 | 34 | 24 | 2  | 8  | 67  | 45  | 1,489 |
| [ 3 ] | 3.   | Rangers         | 42 | 34 | 17 | 8  | 9  | 72  | 38  | 1,895 |
|       | 4.   | Dundee          | 42 | 34 | 16 | 10 | 8  | 70  | 49  | 1,429 |
|       | 5.   | Motherwell      | 40 | 34 | 16 | 8  | 10 | 71  | 61  | 1,164 |
|       | 6.   | Clyde           | 39 | 34 | 15 | 9  | 10 | 77  | 69  | 1,116 |
|       | 7.   | Hibernian       | 35 | 34 | 14 | 7  | 13 | 106 | 85  | 1,247 |
|       | 8.   | Ayr Utd         | 34 | 34 | 14 | 6  | 14 | 65  | 73  | 0,890 |
|       | 9.   | Celtic          | 33 | 34 | 12 | 9  | 13 | 73  | 59  | 1,237 |
|       | 10.  | Partick Thistle | 32 | 34 | 14 | 4  | 16 | 54  | 78  | 0,692 |
|       | 11.  | Raith Rovers    | 31 | 34 | 14 | 3  | 17 | 64  | 62  | 1,032 |
|       | 12.  | Third Lanark    | 30 | 34 | 13 | 4  | 17 | 75  | 83  | 0,904 |
|       | 13.  | Dunfermline     | 29 | 34 | 10 | 9  | 15 | 72  | 80  | 0,900 |
|       | 14.  | St. Mirren      | 28 | 34 | 11 | 6  | 17 | 78  | 86  | 0,907 |
|       | 15.  | Aberdeen        | 28 | 34 | 11 | 6  | 17 | 54  | 72  | 0,750 |
|       | 16.  | Airdrieonians   | 28 | 34 | 11 | 6  | 17 | 56  | 80  | 0,700 |
|       | 17.  | Stirling Albion | 22 | 34 | 7  | 8  | 19 | 55  | 72  | 0,764 |
|       | 18.  | Arbroath        | 15 | 34 | 4  | 7  | 23 | 38  | 106 | 0,358 |

Legenda:
      Campione di Scozia e qualificata in Coppa dei Campioni 1960-1961.
      Qualificata in Coppa delle Coppe 1960-1961.
      Invitata alla Coppa delle Fiere 1960-1961.
      Retrocesso in Scottish Division Two 1960-1961.
Regolamento:
Due punti a vittoria, uno a pareggio, zero a sconfitta.
A parità di punti, le posizioni in classifica venivano determinate sulla base del quoziente reti.